# 潜水艦発射巡航ミサイル
潜水艦発射巡航ミサイル（せんすいかんはっしゃじゅんこうミサイル、英語: Submarine-launched cruise missile, SLCM）は、潜水艦から発射される巡航ミサイル。主に対艦・対地用として用いられる。

## 発射方式
潜水艦に巡航ミサイルを搭載する場合、発射手段としては、標準的な魚雷発射管のほか、専用の垂直型あるいは傾斜型発射筒が用いられる。魚雷発射管から巡航ミサイルを発射する場合、発射管のうち1本には緊急時の自衛用魚雷を装填しておくことが多いため、同時発射弾数は魚雷発射管の本数マイナス1以下に制約されるのに対し、専用発射筒を設置していれば、より多数のミサイルを同時に発射することができる。同時発射弾数の増加には、対水上戦であれば目標の防空能力を飽和させる効果が、また対地戦力投射でも投射火力の強化という効果が期待できる。
魚雷発射管から発射する場合、ミサイルをカプセルに収容した状態で搭載され、発射の際にもそのまま射出することが多い。カプセルが発射管から出たところでフィンとプレーンが展開されて適切な角度で浮上するように調整、カプセルが浮上するとノーズキャップが分離し、ブースターが点火されてミサイルが射出される。一方、専用発射筒から発射する場合、カプセル（キャニスター）による発射方式のほか、潜水艦発射弾道ミサイル（SLBM）と同様のコールドランチ方式を用いるミサイルもある。
ミサイルが低高度を飛翔する場合、空気の密度が濃く空気抵抗が大きいため、特に潜水艦発射ミサイルの場合は、発射直後にはブースターを使用して必要な速力を得るため、ある程度の高度を飛翔することになる。このため、敵の艦艇・航空機が近くにいる場合には、この段階でミサイルが探知される可能性が生じ、潜水艦自体の残存性にも影響が出てくる可能性がある。

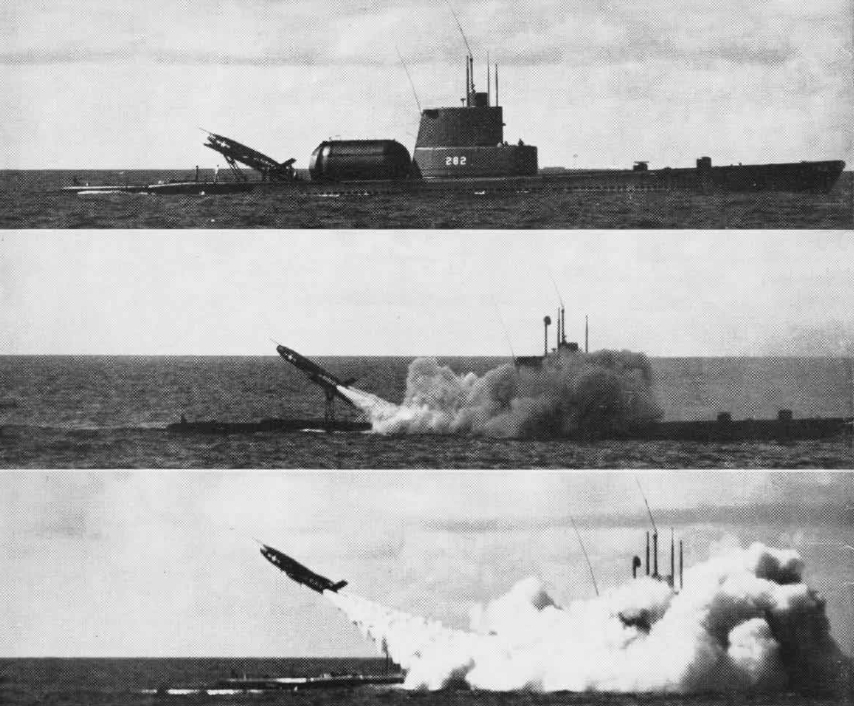
浮上した「タニー」から発射されるレギュラスLACM
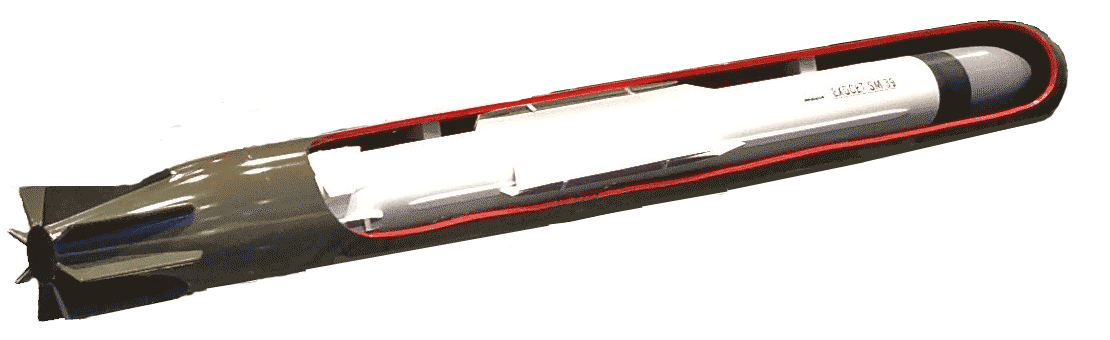
カプセルに収容されたエグゾセUSM
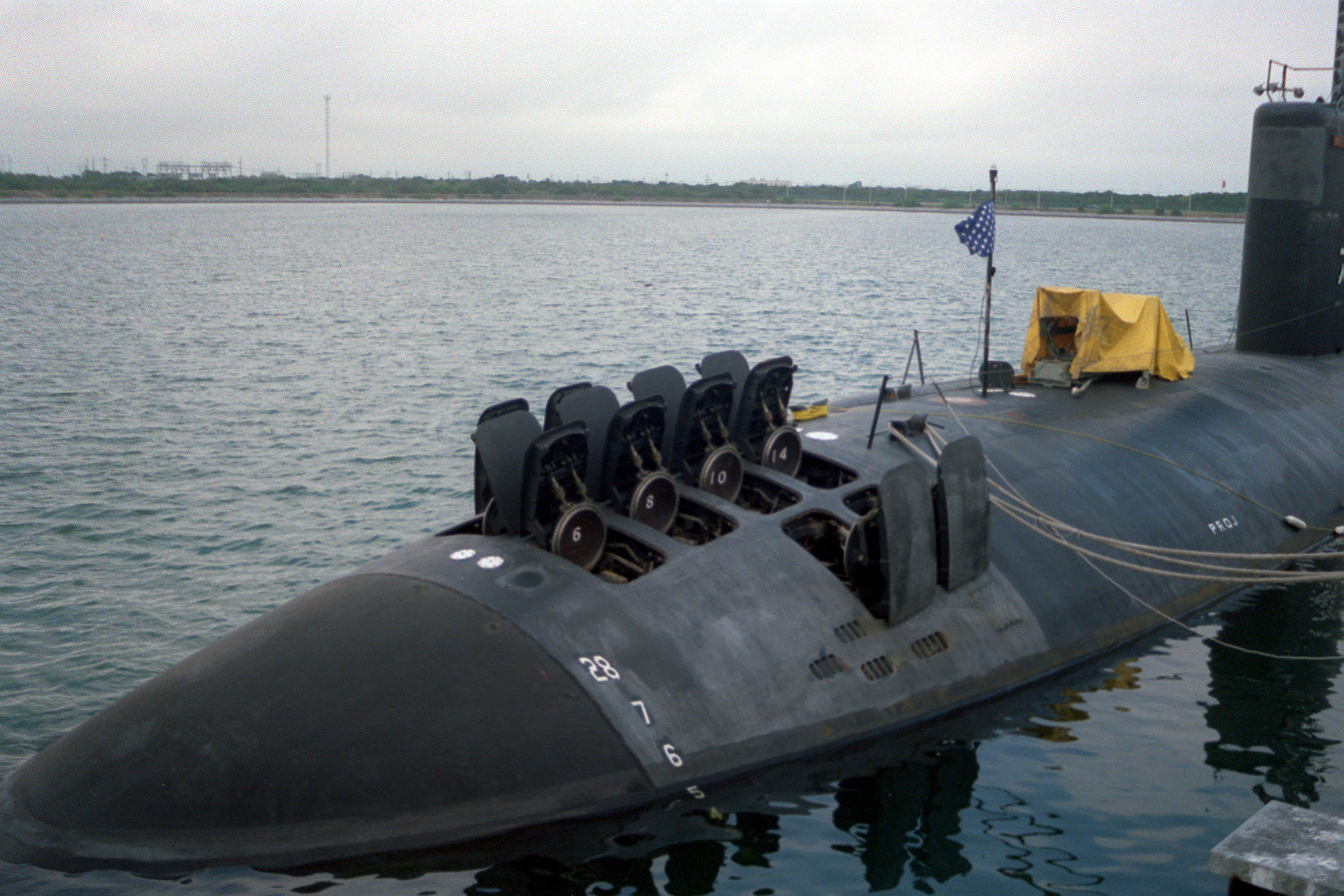
「サンタフェ」のVLS
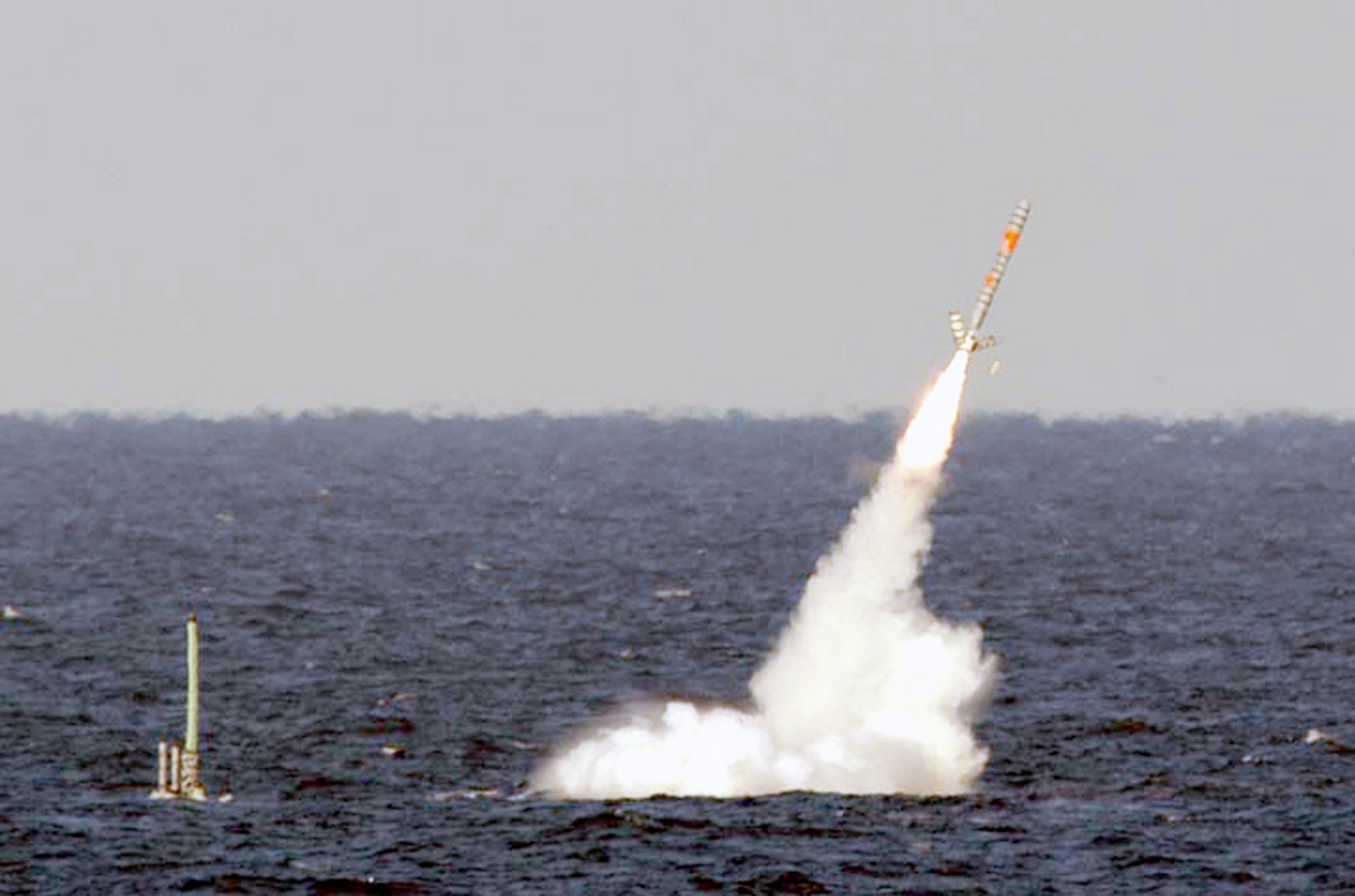
「フロリダ」のVLSから発射されるトマホークLACM

## 用途による特性

### 対艦用
対水上戦用の巡航ミサイル（anti-ship cruise missile: ASCM）は、通常、目標位置を指示されて慣性誘導（INS）でそこに向かいつつ、適宜の位置で自らのセンサ（レーダーや電波探知装置、赤外線センサなど）を使用して、敵艦の位置を最終的に確定、突入する。
潜水艦発射型のASCMは特にUSM（underwater-to-ship missile）と称され、一般的には小規模なミサイルが普及しているが、ソビエト連邦では、アメリカ海軍の空母戦闘群への攻撃を想定して、衛星情報を活用しての測的やミサイル同士で連携・調整しての突入など、高度な機能を備えた大型・長射程のミサイルを開発・配備していた。また近年では、西側諸国でも長射程のミサイルが登場している。更に、停泊中の艦艇や沿岸施設への攻撃を想定しての対地攻撃能力の付与や、敵の要撃を躱すための飛翔経路の複雑化などに対応した機種も出現しており、LACMとの境界は不明瞭化している。

### 対地用
対地攻撃用の巡航ミサイル（land attack cruise missile: LACM）は、地上の固定目標を攻撃することから、ASCMと違って目標を捕捉・追尾する機構を必要としない一方で、高精度の航法システムを必要とする。またSLBMと比べると、射程が短く飛翔速度も遅いほか、飛行能力を破壊すれば墜落するため、迎撃が比較的容易であるという特性がある。弾道ミサイル技術が未成熟だった1950年代には、アメリカ海軍のレギュラス、ソ連海軍のP-5のように応急的な核兵器運搬手段としての艦載型LACMが配備されたものの、実用的なSLBMが登場すると、急速に姿を消していった。
一方で、LACMは弾道ミサイルよりも柔軟に運用できるというメリットがあり、また特に静粛性が高い潜水艦に搭載すれば目標に接近して発射できるため、欠点もある程度緩和できる。高精度の誘導システムや高効率のターボファンエンジンなどといった新技術の実用化もあり、1983年にアメリカ海軍がトマホークを配備したのを端緒として、潜水艦を含む艦載型LACMが再び注目されるようになった。このような新世代の艦載型LACMは高精度・高信頼性・長射程・低観測性を特徴とし、冷戦終結後の重要課題となった地域紛争・内戦に対する武力介入において頻用された。ただし艦載型LACMは空中発射型LACMと比して発射プラットフォームの機動性が低く、発射後のプラットフォームの退避速度が遅いため、制海権が確保されていることが前提になることが指摘されている。